# Фогель, Иосиф Лазаревич
Иосиф Лазаревич Фогель (Иван Лаврентьевич Птицын, 1922—1990) — участник партизанского движения в Белоруссии в годы Великой Отечественной войны, командир бригады «Штурмовая».

## Биография
Родился в 1922 году в городе Донской Тульской области. В 1939 году окончил среднюю школу, и, приписав себе недостающий год в метрике (свидетельстве о рождении), поступил в Смоленское артиллерийское училище.
В июне 1941 года, окончив Смоленское артиллерийское училище, по распределению попал в город Гродно, где 22 июня встретил начало войны. Со своим подразделением попал в окружение в Белоруссии и стал партизаном. В 1942 году Фогель — командир партизанского отряда, затем — начальник штаба бригады, а с мая 1944 года он объединил пять отрядов в бригаду «Штурмовая» численностью более 1500 бойцов.
Награждён 4 орденами. После войны демобилизовался и работал инженером-геологом.
Умер 6 сентября 1990 года.